# Helena Cambó i Mallol
Helena Cambó i Mallol (Zúric, 24 de setembre de 1929 - Barcelona, 22 de gener de 2021) fou una mecenes catalana. Filla de Francesc Cambó i Batlle i de Mercè Mallol i Codina, fou Presidenta de la Fundació Institut Cambó, membre d'honor del Patronat del Museo del Prado i patrona del Museu Nacional d'Art de Catalunya. La seva activitat de mecenes cultural va ser distingida amb nombrosos nomenaments i condecoracions.

## Biografia
Filla única de Francesc Cambó i de Mercè Mallol, va passar la infantesa a Barcelona. Durant la guerra civil espanyola, la seva família i ella es van exiliar a Itàlia i a Suïssa, i en començar la II Guerra mundial, es van traslladar a Nova York i després, l'any 1941, a Buenos Aires. És en aquesta ciutat on va completar el batxillerat superior i on va obtenir els diplomes superiors en llengua francesa de l'Aliança Francesa, i en llengua anglesa del Trinity College de la Universitat de Cambridge.
L'any 1951, a Buenos Aires, va contraure matrimoni amb Ramon Guardans (1919-2007), amb qui va tenir catorze fills. Des de principis dels anys 50, Helena Cambó, juntament amb el seu marit, va continuar amb el patrocini de les iniciatives culturals i de mecenatge que havia iniciat el seu pare. Va fer efectiva l'entrega a Barcelona de les més de 50 pintures del Renaixement que conformen el Llegat Cambó, i va seguir impulsant tant la Fundació Bernat Metge, dedicada a la traducció al català en edició bilingüe dels clàssics grecollatins (col·lecció que a la mort de Ramon Guardans ja havia superat els 350 títols), com la Fundació Bíblica Catalana. L'any 1999, va promoure, també amb el seu marit, la creació de la Fundació Institut Cambó amb la finalitat de donar continuïtat a moltes d'aquestes iniciatives culturals; des del seu inici, n'és la Presidenta d'Honor.
Durant dècades, va dur a terme una dinàmica participació en l'entitat promotora de les obres de construcció del Temple Expiatori de la Sagrada Família, la Junta Constructora del Temple Expiatori de la Sagrada Família. L'any 1999, va ser nomenada acadèmica de número protectora de la Reial Acadèmia Catalana de Belles Arts de Sant Jordi. En l'acte del seu ingrés va llegir el discurs "Marullus, l'home del retrat de Botticelli". Entre 2012 i 2021 fou membre del Patronato de Honor del Museo del Prado i patrona del Museu Nacional d'Art de Catalunya.
A la seva mort, el 22 de gener de 2021, els obituaris publicats a diversos mitjans de comunicació la varen recordar com a mecenes i com a ciutadana compromesa.

## Premis i reconeixements
L'any 1954 va rebre el llaç de dama de la Orden de Isabel la Catòlica, i el 1984 li va ser atorgat, junt amb Maria Macià, el Premi d'Actuació Cívica atorgat per la Fundació Lluís Carulla amb motiu de la "dignitat i fidelitat amb les quals ha dut el seu insigne cognom". L'any 2010, la Generalitat de Catalunya va concedir-li la Creu de Sant Jordi. L'any 2014, la Presidència de la República Grega va atorgar-li la Creu de l'Orde del Fènix en reconeixement del compromís continu amb la difusió de la cultura grega a través de la Col·lecció Bernat Metge.